# Atherina hepsetus
Atherina hepsetus is een straalvinnige vis uit de familie Atherinidae. De vis kan een lengte bereiken van 20 centimeter. De wetenschappelijke naam van de soort werd in 1758 gepubliceerd door Carl Linnaeus. Deze soort wordt in het Nederlands ook wel grote zuidelijke koornaarvis genoemd.

## Leefomgeving
Deze soort komt voor in kustwateren van de Middellandse Zee, de Zwarte Zee en het oosten van de Atlantische Oceaan tussen 25° en 45° NB.